# Rokiciny-Kolonia
Rokiciny-Kolonia est une localité polonaise, siège de la gmina de Rokiciny, située dans le powiat de Tomaszów Mazowiecki en voïvodie de Łódź.